# チェコの針鼠
チェコの針鼠(チェコ語: rozsocháč または チェコ語: ježek)とは、第二次世界大戦頃に開発された防御用対戦車障害物である。通常、L字鋼またはH形鋼を組み合わせて作られ、その形状から爆発等で転がったとしても障害物としての機能を損なわないという特徴がある。戦車などの進行を効果的に阻害するものの、機械化歩兵などに対しては限定的な効果しかもたらさない。

## 歴史
第二次世界大戦直前のチェコスロバキアでは、対独国境にチェコスロバキア国境要塞線として知られる大規模な要塞線の構築を行っていた。この要塞線に用いられた障害物がチェコの針鼠の起源とされている。なお、この要塞線は完成を待たぬまま1938年のミュンヘン会談とズデーテン地方の割譲を迎え、ドイツ側へ譲渡された。
第二次世界大戦中のソビエト連邦でも、チェコの針鼠が広く使用された。通常は手頃な鋼材を組み合わせて作成されたが、時には鉄道線路の枕木などの木材を用いる場合もあった。市街戦では少数の配置で道路を完全に封鎖できるチェコの針鼠は特に有効な障害物と捉えられていた。戦線各地で使用された為、ソ連邦においてチェコの針鼠は「防衛」そのものの象徴となり、1966年にM10幹線道路に設置されたモスクワ防衛隊の慰霊碑の周囲には3つの巨大なチェコの針鼠が設置されている。
ドイツでは大西洋の壁計画に基づく要塞構築で広く用いられ、ノルマンディー上陸作戦などの写真でもこれらを確認できる。
2022年ロシアのウクライナ侵攻を受けて、ウクライナの各地でさまざまな形状のチェコの針鼠が急造され、道路などの封鎖に利用された。

## 設計
オリジナルのチェコの針鼠は、少なくとも60トン（600kN）の力に耐えられる材質で、高さはおおむね1.4メートル (4 ft 7 in)とされていた。しかし、急造の対戦車障害物として前線で作成されたチェコの針鼠では、こうした規格は必ずしも重視されなかった。
チェコの針鼠は恒久的な設置を前提としておらず、その大きさや重量は運搬が可能であることが好ましいとされた。また、戦車によって踏み越えられる事を避ける為、高さは戦車の車体底面から地面までの最低地上高よりも高い事が求められた。
工場生産型のチェコの針鼠は3本のL型鋼（L 140/140/13mm, 長さ1.8m、重さ198kg, 後期型は長さ2.1m、重さ240kg）を板金、リベット、ボルト、あるいは溶接などの手段で固定したものである。各形鋼は他の2本と直角を形成するように、すなわち八面体の軸と同様に配置されている。通常は2本の型鋼のみ固定した状態で工場から出荷され、3本目の型鋼は現場で固定された。それぞれの型鋼には地面に沈み込ませない為の正方形の足と、有刺鉄線を取り付ける為の切り欠きがあった。
ノルマンディー上陸後、連合軍では生垣（ボカージュ）を突破する為の機材として、解体したチェコの針鼠の形鋼から加工した刃をM4中戦車やM5軽戦車の正面に取り付けた。この刃を取り付けた戦車はライノ・タンクと呼ばれた。